# Johannes Oporinus

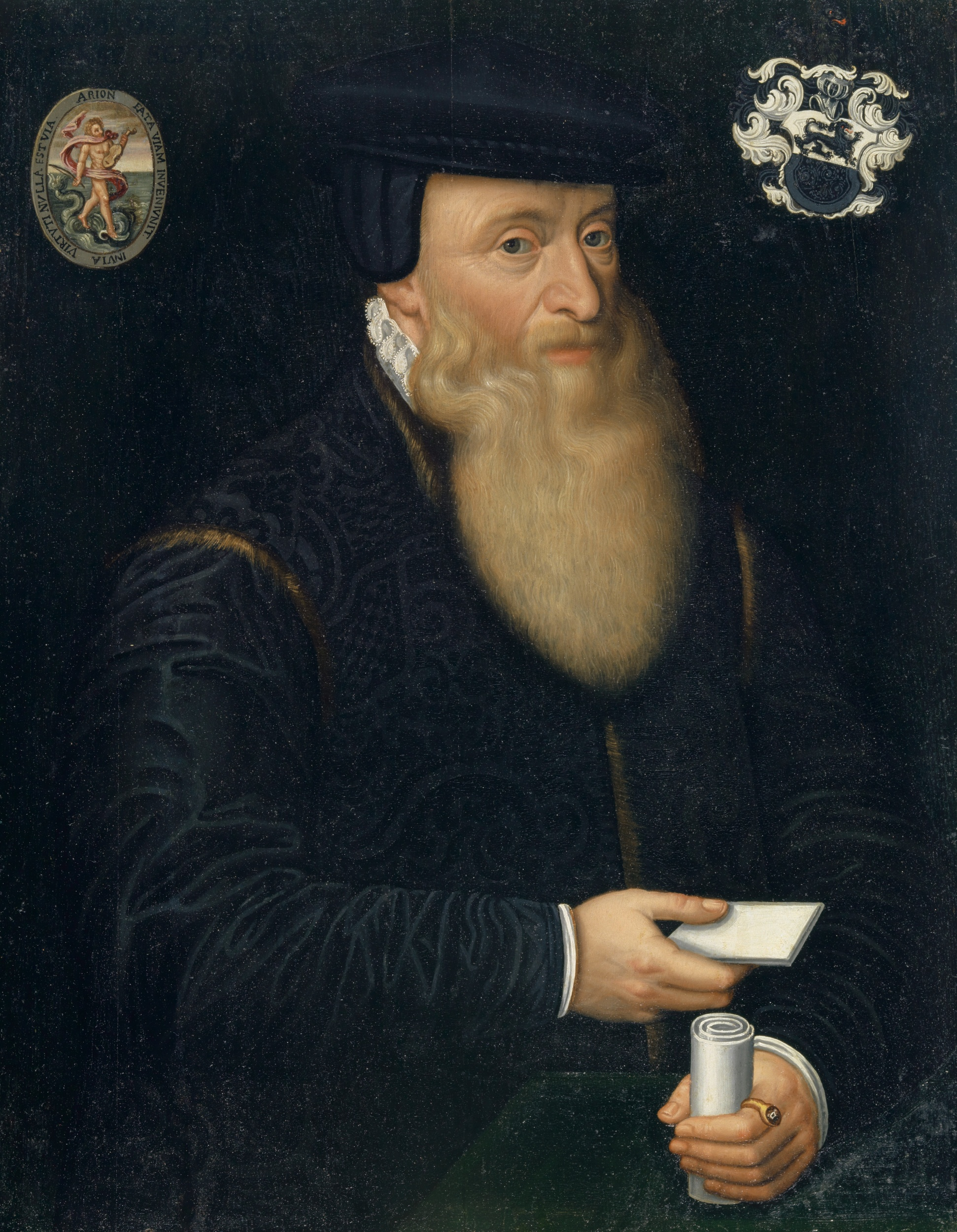
Johannes Oporinus.

Johannes Oporinus (grecisering av hans ursprungliga namn Herbst), född den 25 januari 1507 i Basel, död där den 6 juli 1568, var en schweizisk filolog och boktryckare.
Oporinus var som ung professor i latin och grekiska vid Basels universitet och slog sig därefter på boktryckeri. Hans mycket ansedda boktryckarmärke (Arion på delfinen) syntes snart på en mängd högt skattade upplagor av klassiska författare, på teologiska arbeten med mera. Bland hans filologiska arbeten bör nämnas kommentarer till
Cicero och Demosthenes, en upplaga av latinska bukoliker (de flesta från nyare tid) samt register till Platon och Aristoteles. 